# Oligoplites
Genre
Oligoplites est un genre de poissons la famille des Carangidae. Ces espèces se rencontrent dans tous les milieux depuis l'eau douce jusqu'à l'eau de mer.

## Répartition
Ces espèces se rencontrent notamment sur les façades américaines Pacifique est et Atlantique ouest, en mer des Caraïbes et dans le  golfe du Mexique.

## Liste des espèces
Selon World Register of Marine Species (23 juin 2025) :
- Oligoplites altus (Günther, 1868)
- Oligoplites palometa (Cuvier, 1832)
- Oligoplites refulgens Gilbert & Starks, 1904
- Oligoplites saliens (Bloch, 1793)
- Oligoplites saurus (Bloch & Schneider, 1801)

## Systématique
Le nom valide complet (avec auteur) de ce taxon est Oligoplites Gill, 1863,.

### Étymologie
Le nom générique, Oligoplites, dérivé de la combinaison en grec ancien de ὀλίγος (olígos), « en petite quantité, en petit nombre  », et 
ὁπλίτης (hóplitēs), « armé  », n'a pas d'explication avérée mais pourrait faire référence à la moindre quantité d'épines dorsales (5) comparativement à d'autres genres de Carangidae qui en présentent 7 ou 8.

### Publication originale
- (en) Theodore Gill, « Descriptive Enumeration of a Collection of Fishes from the Western Coast of Central America, Presented to the Smithsonian Institution, by Capt. John M. Dow », Proceedings of the Academy of Natural Sciences of Philadelphia, Philadelphie, Académie des sciences naturelles de Philadelphie, vol. 15, no 3,‎ juin 1863, p. 162-174 (ISSN 0097-3157 et 1938-5293, OCLC 1382862, JSTOR 4059774, lire en ligne).

## Note et référence
1. ↑  « Fish Identification », sur www.fishbase.org (consulté le 22 juin 2025)
2. 1 2  World Register of Marine Species, consulté le 23 juin 2025.
3. ↑  Gill 1863, p. 166-167
4. ↑  Etyfish - Carangiformes, consulté le 23 juin 2025